# Pseudophilautus hypomelas
Pseudophilautus hypomelas es una especie de rana de la familia Rhacophoridae.

## Distribución geográfica y hábitat
Es endémica de la isla de Sri Lanka. Se ha redescubierto en 2013, tras 137 años sin ser observada, en el centro de la isla, en altitudes entre 750 y 1400 m.

## Enlaces externos

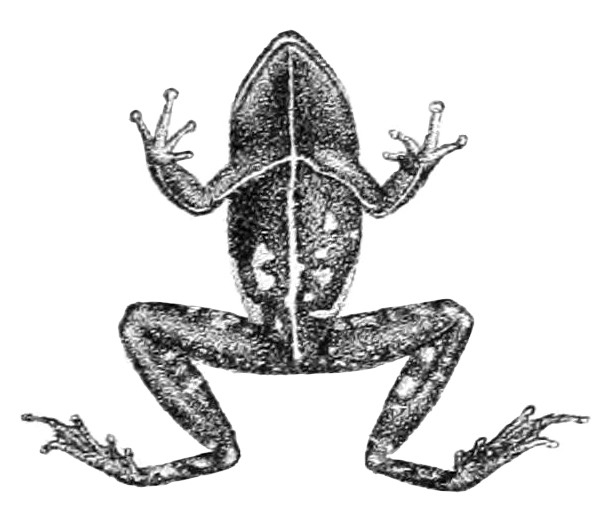
Vista inferior.